# Himalaya

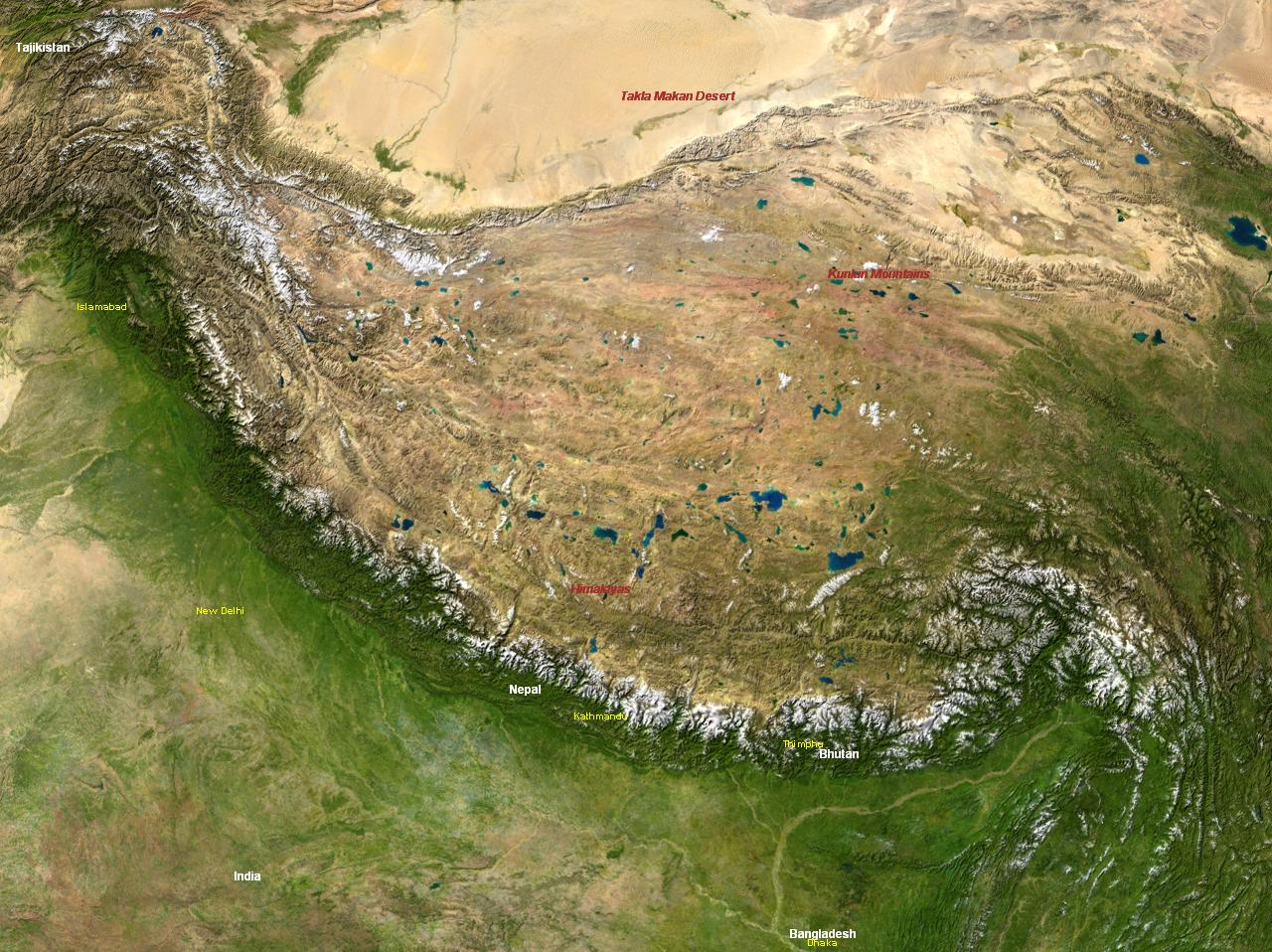
De Himalaya vanuit de ruimte

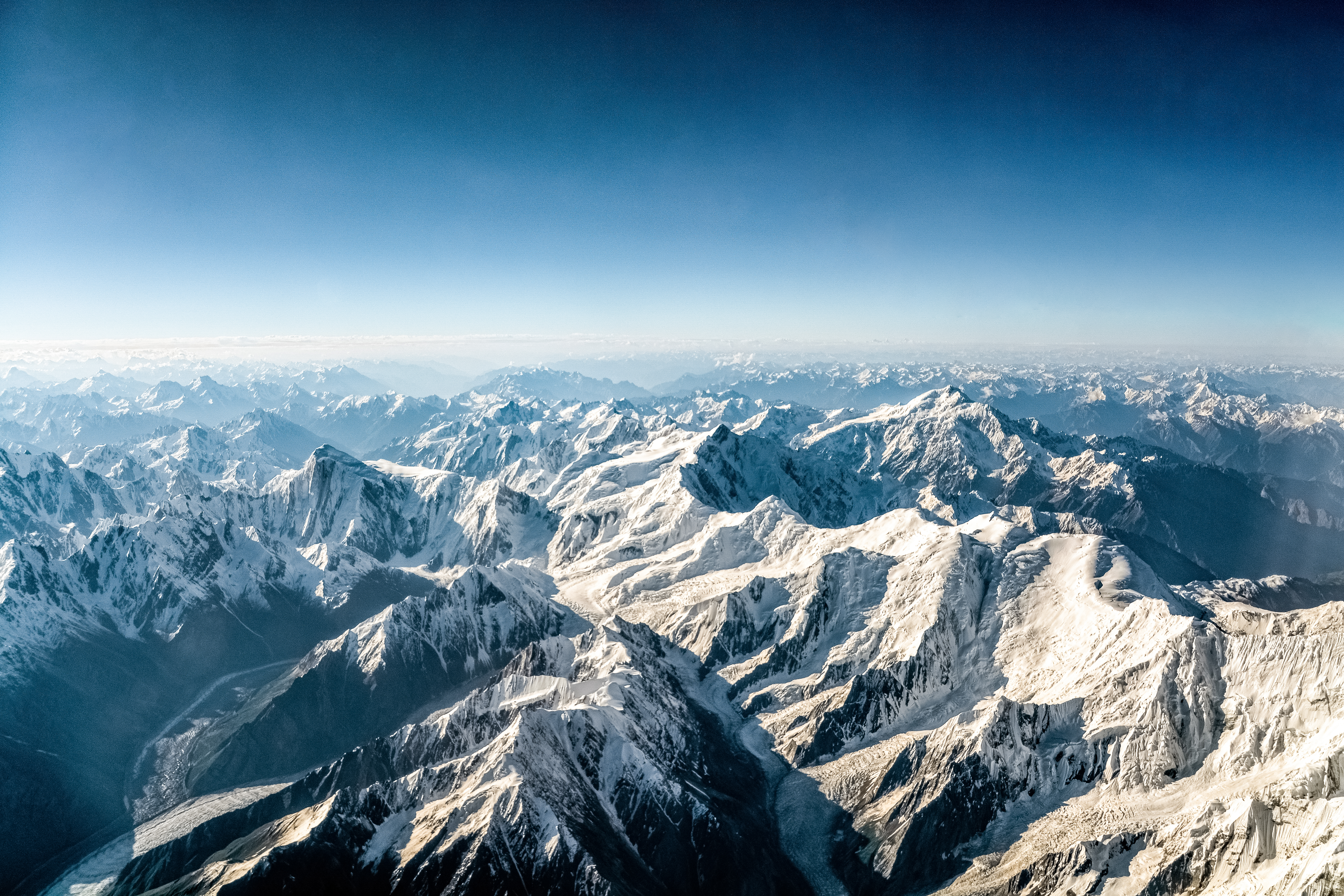

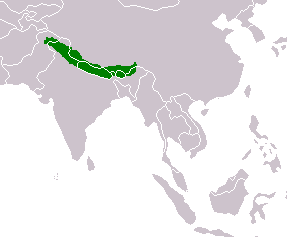
De locatie van de Himalaya

De Himalaya, ook wel Himalayagebergte of Himalaya's genoemd (Hindi/Nepali: हिमालय, Himālaya; Tibetaans: ཧི་མ་ལ་ཡ; Urdu: سلسلہ کوہ ہمالیہ, Salsal-kwe-Himalay; Chinees: 喜马拉雅山脉, pinyin: Xǐmǎlāyǎ Shānmài), is een hooggebergte in het midden van Azië. De Himalaya vormt de scheiding tussen de hoogvlakten van het Tibetaans Plateau in het noorden en de riviervlaktes van het Indisch Subcontinent in het zuiden.
In ruime zin worden aangrenzende gebergtes als de Karakoram, Hindoekoesj, Pamir en Kunlun tot de "Grotere Himalaya" gerekend. Al deze gebergtes behoren geologisch gezien tot hetzelfde systeem. Als alleen de eigenlijke Himalaya wordt genomen, is de totale lengte rond de 2400 km. De breedte varieert tussen de 200 en 400 km. De Himalaya bevat meer dan 40 bergtoppen boven de 7000 meter hoogte en 9 toppen boven de 8000 meter. Daaronder is de hoogste berg ter wereld, de Mount Everest (8850 m hoog). De Himalaya valt bestuurlijk onder de grootmachten India en China (Tibet) en de kleinere berglanden Nepal en Bhutan. Het uiterste westen van het gebergte ten slotte valt onder Pakistan. De Himalaya is het brongebied van enkele van de grootste rivieren van Azië, die honderden miljoenen mensen van drinkwater voorzien. De Himalaya speelt daarom een belangrijke rol in de Indiase en Tibetaanse mythologie, religie en literatuur. De naam Himalaya stamt uit het Sanskriet en is een samenvoeging van de woorden hima (sneeuw) en layas (woonplaats): letterlijk: "woonplaats in de sneeuw". Het gebergte wordt door zowel hindoes als Tibetaanse boeddhisten beschouwd als de woonplaats van de belangrijkste goden. In de loop van de geschiedenis heeft de Himalaya naast miljoenen hindoeïstische en boeddhistische pelgrims verschillende groepen bezoekers getrokken: Indiase vorsten die in de zomer het koelere bergklimaat opzochten, westerse ontdekkingsreizigers en koloniale bestuurders, en vanaf de 19e eeuw bergklimmers en toeristen, de laatsten vaak op zoek naar spirituele zingeving.

## Fysische geografie

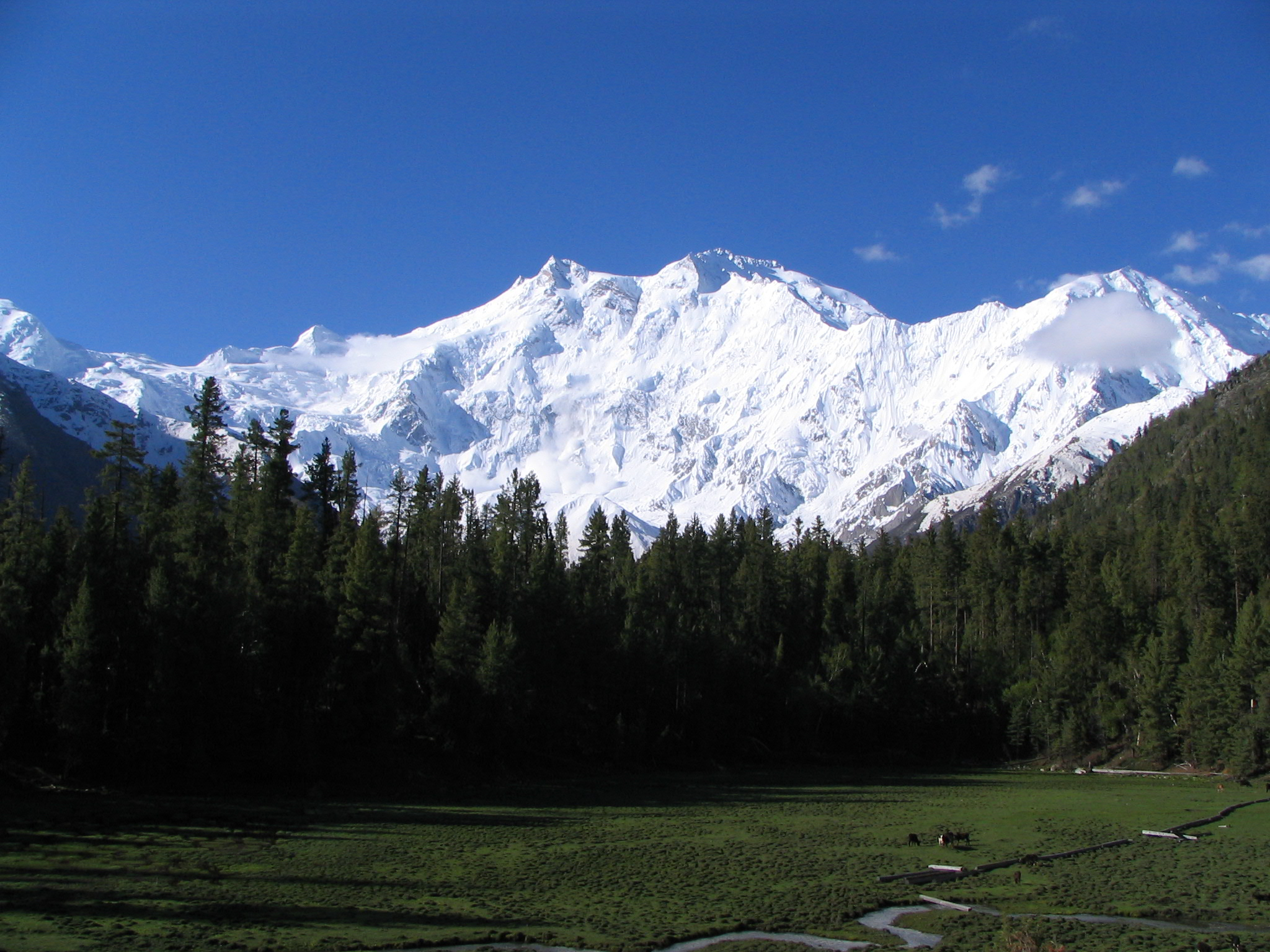
De Nanga Parbat (8126 m) in Pakistan is de westelijkste achtduizender in de Himalaya.

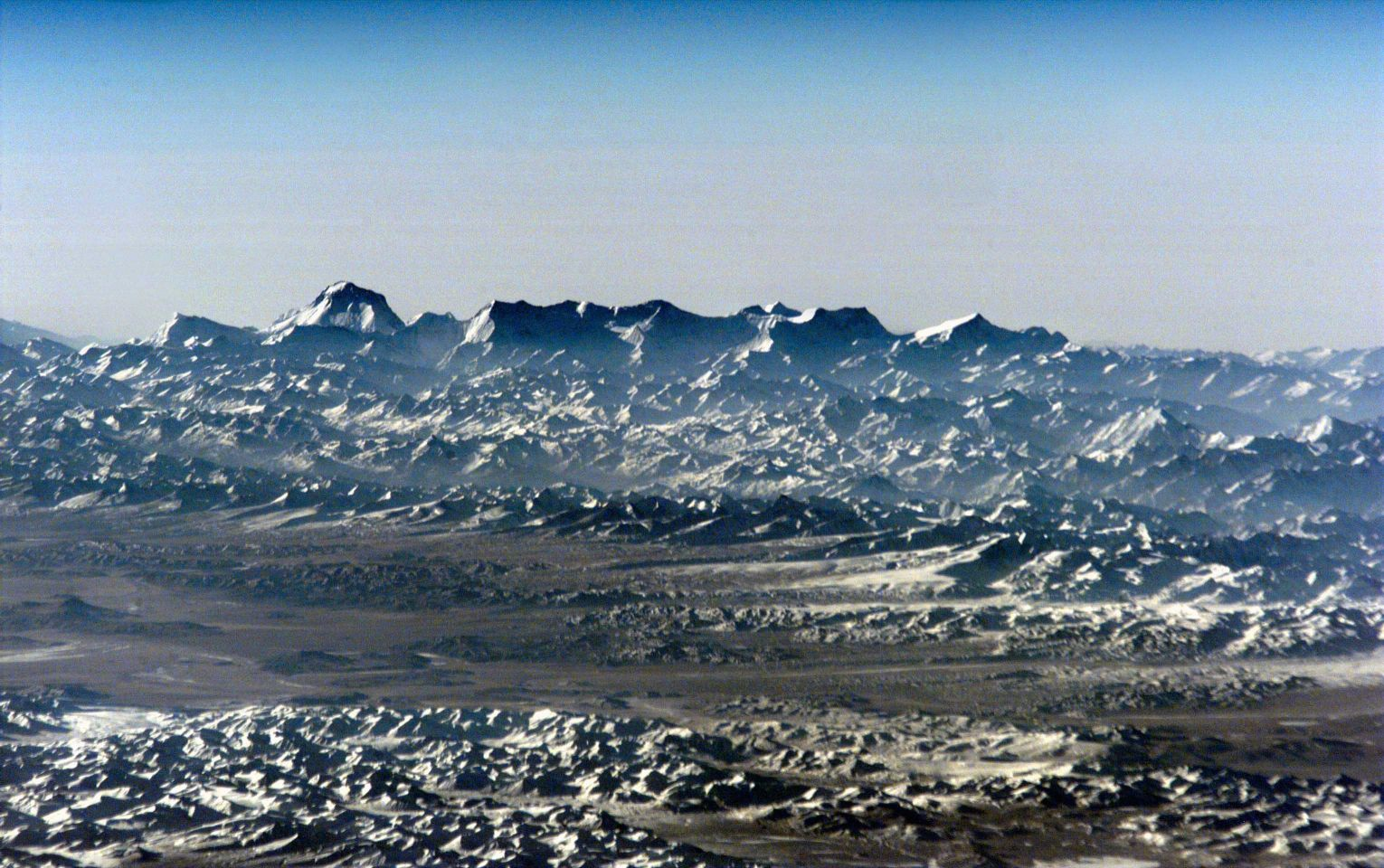
De Himalaya vanuit het ISS, op ongeveer 370 km hoogte. Op de voorgrond het Tibetaans Plateau. De hoogste berg aan de horizon is de Dhaulagiri (8167 m).

De Himalaya is 2400 km lang en tussen de 150 en 280 km breed, met een totale oppervlakte van rond de 600.000 km². Het gebergte vormt een boog van Pakistan in het noordwesten naar het zuiden over Nepal en Bhutan en ten slotte weer naar het noordoosten tot Arunachal Pradesh, waar de Himalaya overgaat in de Hengduan Shan. In het noordwesten grenst de Himalaya aan de Karakoram (met de K2, de op een na hoogste top ter wereld), die weer vastzit aan de Pamir en de Hindoekoesj. Al deze gebergtes vormen onderdeel van hetzelfde systeem (de zogenaamde Alpide gordel), dat van West-Europa tot Zuidoost-Azië loopt en dezelfde geologische oorsprong heeft.

### Topografie en reliëf
De Himalaya wordt fysiografisch ingedeeld in vier hoogtezones, die over de gehele lengte van het gebergte evenwijdig aan elkaar lopen: de Transhimalaya, de Grote Himalaya, de Kleine Himalaya en de Subhimalaya. Deze onderverdeling is het duidelijkst in het noordwesten, waar de Himalaya op zijn breedst is.
De noordelijkste van deze vier zones is de Transhimalaya, met toppen ruim boven de 6000 meter. Het grootste deel van de Transhimalaya ligt in Tibet, verdeeld over de bergketens van de Gangdisê en de Nyainqêntanglha. Ook de Ladakh Range in het noordwesten van India hoort bij de Transhimalaya. De Transhimalaya ligt in de regenschaduw van de Grote Himalaya en heeft daardoor een zeer droog woestijn- of steppeklimaat. Ten noorden de Transhimalaya begint het Tibetaans Hoogland, dat niet tot de eigenlijke Himalaya behoort.
De Grote Himalaya is de hoogste zone, met toppen boven de 8000 meter. De toppen zijn scherp en de wanden zijn, vooral aan de zuidelijke zijde, steil en hoog. De Grote Himalaya vormt geen continu doorlopende muur maar bestaat uit verschillende massieven en ketens, die tussendoor worden onderbroken door abrupte ravijnen en kloven. Deze zone van bergketens en massieven loopt van Kasjmir in het westen tot Arunachal Pradesh in het oosten. De kloven van de Indus en Yarlung Tsangpo vormen respectievelijk het westelijke en oostelijke uiteinde van de Grote Himalaya. De westelijke hoekpunt is de Nanga Parbat (8126 m) in Pakistan; de oostelijke hoekpunt de Namjagbarwa (7782 m) in Arunachal Pradesh. Daartussen wordt de Grote Himalaya wel ingedeeld in oostelijke Himalaya (van de Namjagbarwa tot de Jomolhari (7314 m) op de westgrens van Bhutan), Midden-Himalaya (van de Jomolhari tot de Gurla Mandhata (7694 m) op de westgrens van Nepal) en westelijke Himalaya (tussen de Gurla Mandhata en de Naga Parbat). De hoogste massieven liggen in het middelste deel, waaronder de Kanchenjunga (hoogste top 8586 m), de Annapurna (hoogste top 8091 m), de Manaslu (8156 m) en de Mahalangur Himal met Mount Everest (8850 m), Lhotse (8516 m), Cho Oyu (8201 m) en Makalu (8481 m). Ook de oostelijke en westelijke delen bevatten echter toppen boven de 7500 meter.
Ten zuiden van de Grote Himalaya volgt een lagere zone met toppen tot rond de 5000 meter, die de Kleine Himalaya genoemd wordt. De Kleine Himalaya bestaat in Nepal uit de ketens van de Mahabharat Lekh en in het noordwesten van India uit onder andere de Pir Panjal, de Dhauladhar en de Nag Tibba. Tussen de Grote en Kleine Himalaya in liggen op verschillende plekken brede valleien, zoals de Kasjmirvallei en de Kathmanduvallei.
De zuidelijkste van de vier zones is de Subhimalaya in het voorland van het gebergte. Deze zone bestaat uit laag- tot middelgebergte, gemiddeld tussen de 900 en 1200 m hoog. De Subhimalaya bestaat in Nepal uit een zone van "hills" (heuvels) die de Churia worden genoemd. Ten westen van Nepal worden de glooiende heuvels van de Subhimalaya de Siwaliks genoemd, terwijl ze in Bhutan de Duars heten.

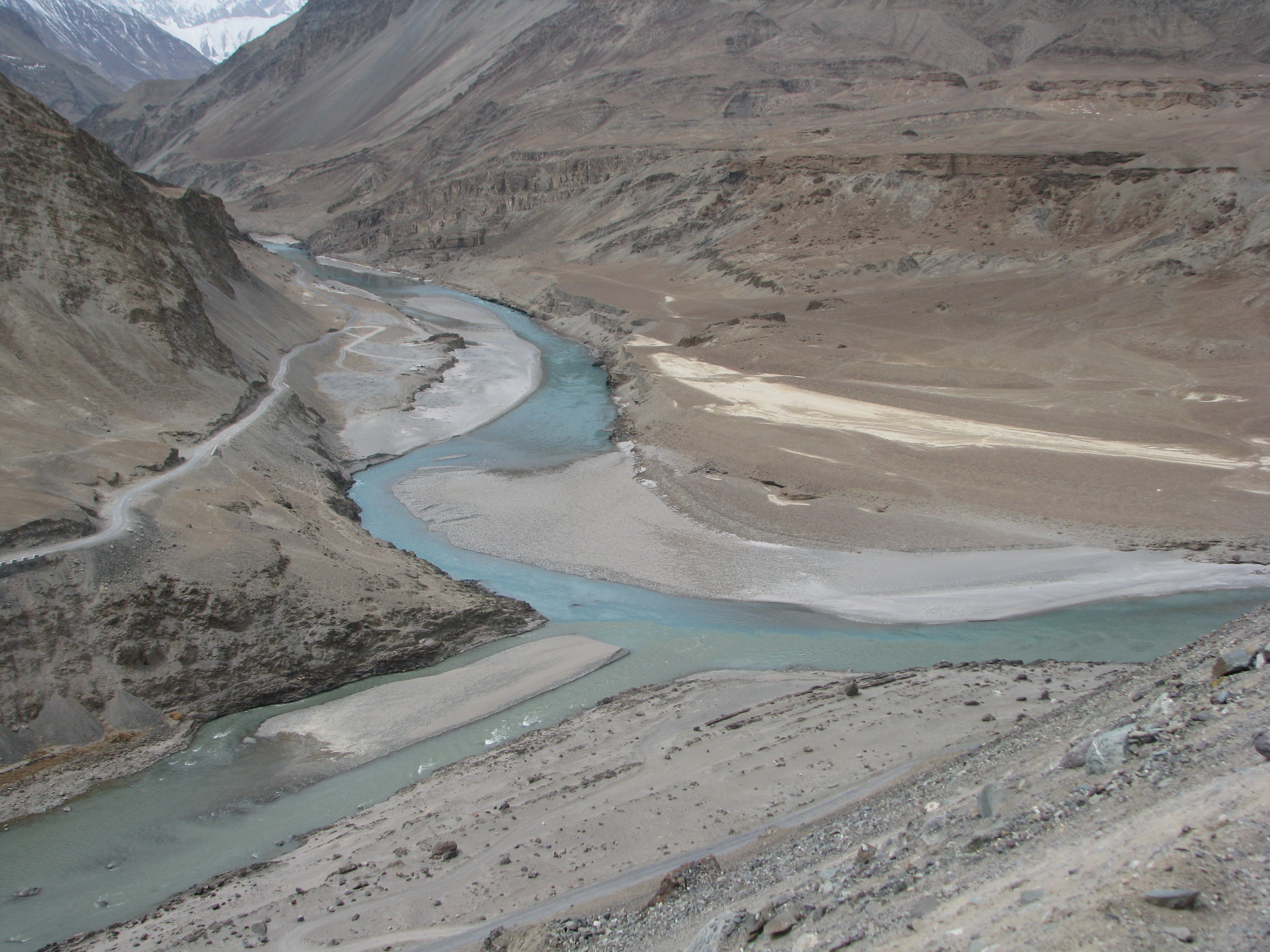
De Indus bij de samenvloeiing met de zijrivier de Zanskar in Ladakh, aan de noordzijde van de Grote Himalaya. De steile dalwanden en het droge klimaat laten geen ruimte over voor begroeiing of bebouwing.

### Drainage
In de Himalaya ontspringen enkele van de grootste rivieren van Azië. De belangrijkste zijn de Brahmaputra, die in Tibet Yarlung Tsangpo genoemd wordt; de Ganges met haar zijrivieren Yamuna, Kali, Ghaghara, Kali Gandaki, Bagmati en Koshi; en de Indus met zijn zijrivieren Sutlej, Jhelum, Ravi en Chenab. Samen bewateren deze rivieren behalve de Himalaya en het zuiden van Tibet ook de laagvlakten van Hindoestan, waar ze honderden miljoenen mensen van drinkwater voorzien. Samen met het Tibetaans Plateau voorziet de Himalaya meer dan een kwart van de wereldbevolking van drinkwater.
Ten zuiden van de Himalaya stromen de Ganges en haar zijrivieren overwegend naar het zuidoosten richting de Golf van Bengalen, terwijl de Indus en zijn zijrivieren overwegend naar het zuidwesten stromen, om in de Arabische Zee uit te monden.
Opvallend is dat de waterscheiding niet in de hoogste bergen ligt, maar ten noorden van de Grote Himalaya: in de Transhimalaya en (verder naar het westen) de Karakoram. De Indus, Sutlej, Brahmaputra en Koshi ontspringen ten noorden van de Grote Himalaya en de bovenloop van de eerste drie rivieren loopt voor honderden kilometers aan de noordkant van de hoogste bergketens, alvorens ze de Himalaya met diepe kloven doorbreken. Zowel de zuid- als noordzijde van de Grote Himalaya watert daarom af naar de Indische Oceaan. Dit drainagepatroon is ontstaan doordat de rivieren ouder zijn dan de Himalaya zelf. Bij het omhoog komen van de Himalaya begonnen de rivieren zich in te slijten. De Himalaya kwam niet snel genoeg omhoog om de rivierlopen te verleggen, met als gevolg het huidige drainagepatroon en de diepe kloven die het gebergte doorsnijden.
Enkele van deze diepe kloven zijn die van de Sutlej, de Chennab, de kloof van de Indus rond de Nanga Parbat in Kohistan, de kloof van de Kali Gandaki in Nepal en de canyon van de Yarlung Tsangpo tussen Tibet en Arunachal Pradesh. De laatste is zowel in diepte als in lengte groter dan de Grand Canyon.

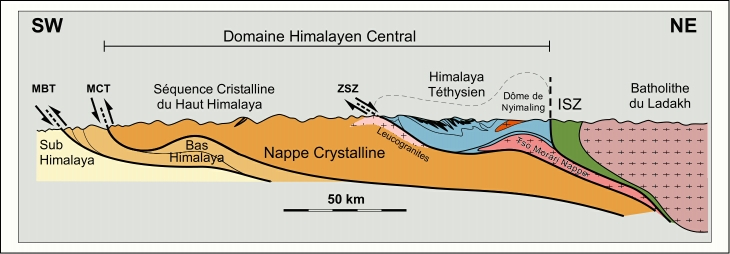
Geologische doorsnede door het noordwesten van de Himalaya. ISZ is de Indus-sutuur, die het vroegere Azië en India scheidt. De blauwe dekbladen zijn ofiolieten van de vroegere Tethysoceaan.

### Geologie
De Himalaya is een geologisch jong gebergte. Het is ontstaan tijdens de Alpiene orogenese in het Tertiair, veroorzaakt door de botsing tussen India en Eurazië. India, dat rond 120 miljoen jaar geleden rond de zuidpool lag, bewoog sindsdien voor geologische begrippen zeer snel (ongeveer 10 cm per jaar) naar het noorden. De Tethysoceaan tussen Azië en India sloot zich en de oceaankorst schoof onder Azië de mantel in, een proces dat subductie wordt genoemd. 52 miljoen jaar geleden botste India op het zuiden van Azië. Vanwege de naar het noorden stekende punt van India aan de noordwestkant van de Himalaya, begon de botsing daar eerder, om zich daarna richting het oosten uit te breiden. De Himalaya zelf kwam echter pas omhoog gedurende de laatste 2 miljoen jaar. Tegenwoordig beweegt India nog steeds met een snelheid van 2 cm per jaar verder op Azië in, zodat de Himalaya nog steeds groeit.
De continentale botsing tussen India en Azië ging gepaard met het over elkaar schuiven van grote stukken aardkorst, zogenaamde dekbladen. Sommige van die dekbladen bestaan uit diepe of ondiepe delen van de vroegere noordelijke rand van India, die van de bovenzijde van het onder Azië bewegende continent werden afgeschraapt. Er zijn echter ook oceaankorst of mariene sedimenten van de vroegere Tethysoceaan in de dekbladstapel opgenomen.

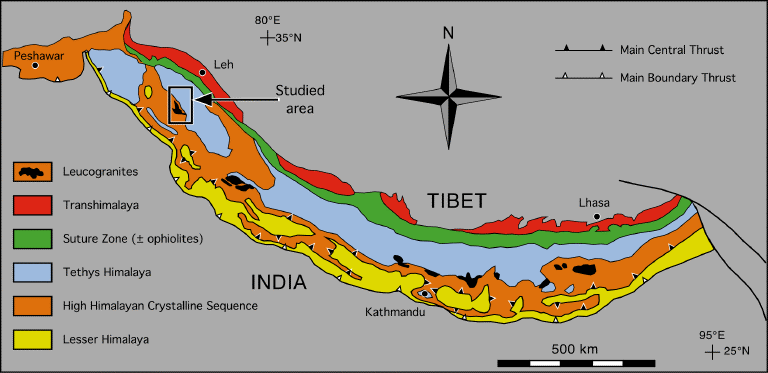
Grove overzichtskaart van de geologie van de Himalaya.

Niet toevallig volgt de geologie een patroon dat overeenkomt met het reliëf. Het belangrijkste overschuivingsvlak, dat de hele Himalaya doorloopt, is de Indus-Tsangpo-sutuur. Dit is de grens tussen de vroegere noordrand van India en zuidrand van Azië. Op de plek waar de structuur aan het oppervlak komt bevindt zich de langgerekte depressie tussen de Transhimalaya en de Grote Himalaya, waar de Yarlung Tsangpo en Indus stromen. De Transhimalaya bestaat uit wat vroeger de zuidelijke rand van Azië was. Voor een deel is dat stollingsgesteente, dat gevormd werd tussen 110 en 40 miljoen jaar geleden als gevolg van de subductie van de Tethysoceaan onder de Aziatische plaat.
De Grote Himalaya ten zuiden van de Indus-Tsangpo-sutuur bestaat uit een kern van kristallijne dekbladen (voornamelijk schist en gneis, delen van de diepere korst van India) en sedimenten uit de vroegere Tethysoceaan, die over de kristallijne kern geschoven zijn. Deze vormen een geologische zone ten noorden van de kristallijne gesteenten, die door geologen de Tibetaanse of Tethys-Himalaya genoemd wordt. Onder de zeefossielen die in de sedimenten gevonden worden zijn ammonieten, die voor de boeddhistische bevolking een spirituele waarde hebben vanwege hun gedraaide vorm. Er komen over de gehele lengte van de Himalaya in de kristallijne kern granieten voor, die tijdens de botsing van de continenten in de dekbladen zijn geïntrudeerd.
Deze kristallijne kern van de Himalaya is naar het zuiden toe over ondiepere sedimentaire gesteenten van de voormalige rand van India geschoven. De verst vooruitgeschoven kristallijne dekbladen vormen een verhoging in het reliëf: de Kleine Himalaya. De lagere delen van deze keten bestaan uit sedimentair gesteente, de hogere uit kristallijn gesteente. Hoe verder naar het zuiden, des te jonger en actiever de overschuivingen worden. Daarom loopt de zone van de Subhimalaya en meest vooruitgeschoven delen van de Kleine Himalaya het meeste risico op aardbevingen. De verst naar het zuiden komende ("frontale") overschuiving vormt de heuvels van de Subhimalaya.

### Klimaat
De topografie en het enorme reliëf in de Himalaya zorgen ervoor dat vaak over kleine afstanden grote verschillen in klimaat bestaan. In plaats van een enkel klimaat vormt het gebergte een aaneenschakeling van microklimaten. Behalve het verschil in hoogte is ook de oriëntatie van een helling belangrijk: hellingen gericht op het zuiden ontvangen gemiddeld meer zonlicht. Zo kan op tegenovergestelde hellingen van hetzelfde dal het bloeiseizoen een maand eerder beginnen en de sneeuw een maand langer blijven liggen. Omdat veel valleien nauw en smal zijn, kan het temperatuurverschil tussen dag en nacht voor sterke winden zorgen, in sommige gevallen zelfs met stormkracht.
Een andere belangrijke factor is de moesson. Deze waait in het zuiden van Azië uit het zuidoosten en brengt vochtige lucht mee uit de Golf van Bengalen. De Himalaya vormt een klimatologische barrière. De moesson kan niet over het gebergte heen, zodat Centraal-Azië een extreem landklimaat heeft en het klimaat van het noorden van het Indisch Subcontinent juist natter en warmer is dan voor die breedte gebruikelijk.
De moesson arriveert in het oosten van de Himalaya eerder dan in het westen en is daar ook veel heviger. De natste maanden zijn juni en juli. In Bhutan begint de moesson al eind mei, terwijl hij in Kasjmir pas eind juni arriveert. In de oostelijke Himalaya is de jaarlijkse regenval op sommige plekken meer dan 5000 mm per jaar en 1000 per maand (in de moesson). De plaats Cherrapunji in Assam, ten zuiden van de Himalaya, is een van de natste plekken op Aarde. Hier is ooit op één dag 1041 mm neerslag gemeten, een wereldrecord. In Kasjmir en Himachal Pradesh in het westen valt daarentegen tijdens de moesson maar ongeveer 400 mm neerslag per maand.
De Transhimalaya ligt in de regenschaduw van de Grote Himalaya, zodat er het droge klimaat van een hooggebergtesteppe of zelfs -woestijn heerst. In Leh (Ladakh) valt bijvoorbeeld maar 76 mm neerslag per jaar. In het uiterste oosten, ten noorden van de Namjagbarwa, kan echter ook achter de Grote Himalaya meer neerslag doordringen vanuit de Chinese provincie Yunnan in het zuiden, daarom en is het klimaat natter.
In de winter ligt boven Centraal-Azië ten noorden van de Himalaya een hogedrukgebied, zodat de wind vanuit het noorden waait. Hoewel dit de winter op het Tibetaans Plateau extreem koud maakt, valt er maar weinig sneeuw omdat de lucht ook erg droog is. De warmste tijd van het jaar is vlak voor de moesson, in de maand mei.

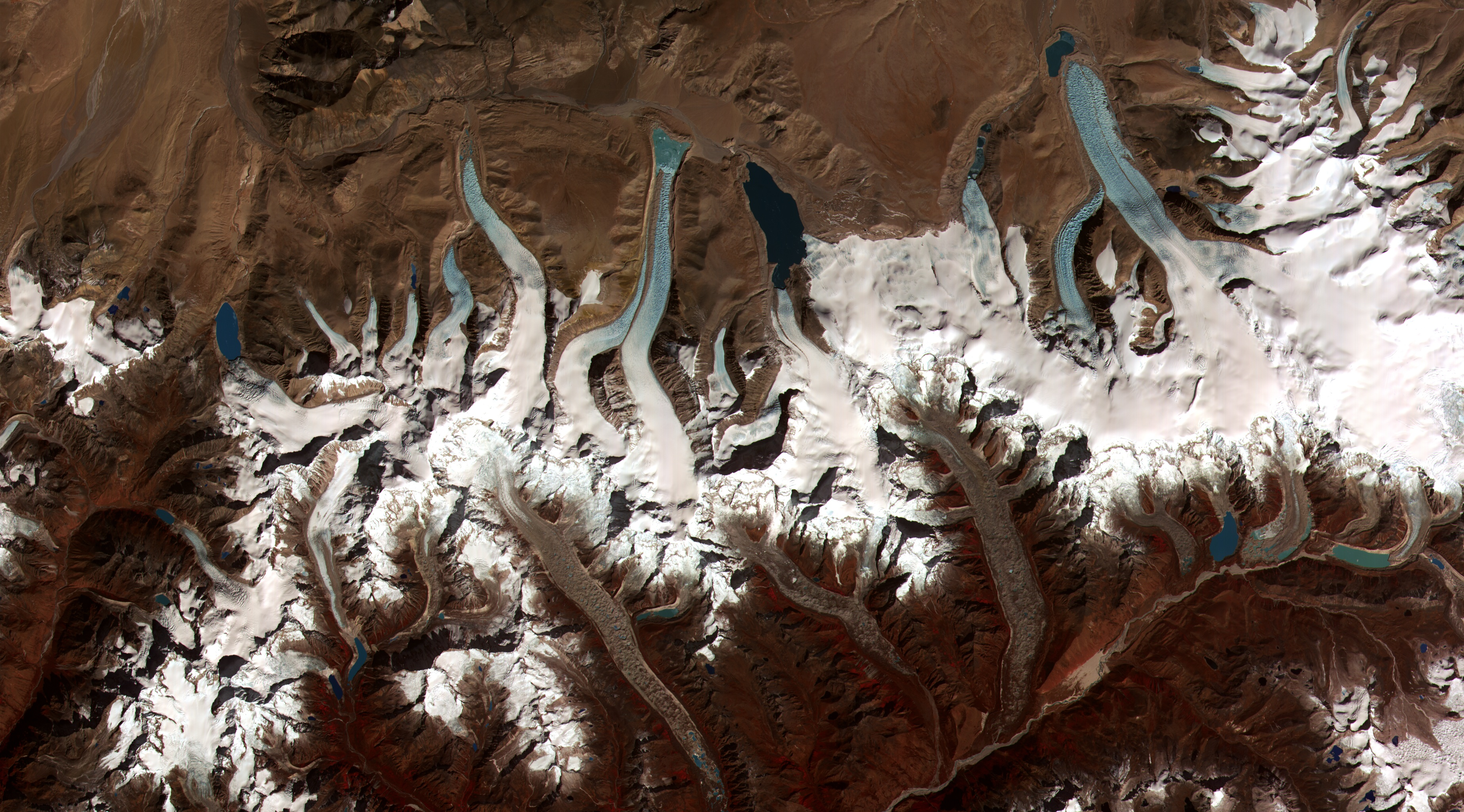
Satellietfoto van de Grote Himalaya in het noorden van Bhutan, waarop de verschillende grote gletsjers, gletsjermeren en gletsjerstuwmeren te zien zijn.

### Gletsjers
De Himalaya bevat verschillende grote gletsjers, hoewel ze niet de omvang van sommige gletsjers in de Karakoram en Pamir bereiken. De belangrijkste oorzaken zijn dat de Himalaya zuidelijker ligt, maar ook dat de valleien overwegend in noord-zuidrichting lopen, terwijl de grote bekkens van de Karakoram in oost-westelijke richting lopen, waardoor de gletsjers beter beschut zijn tegen zonnewarmte.
De langste gletsjer in de oostelijke Himalaya is de 26 km lange Zemugletsjer op de flanken van de Kanchenjunga in Sikkim. De Ngozumpa- en Khumbugletsjers in de Khumbu zijn bijna even lang. In de westelijke Himalaya liggen nog grotere gletsjers, zoals de Gangotrigletsjer. De laatste is de bron van de Ganges en daarom heilig voor hindoes. Elk jaar komen duizenden pelgrims in het ijskoude gletsjerwater baden.
Het reliëf in de Himalaya draagt de sporen van glaciale processen, omdat de gletsjers tijdens de laatste ijstijd veel verder reikten. Op plekken die tegenwoordig ijsvrij zijn, liggen morenes uit deze periode. De hogere delen van dalen zijn vaak door gletsjers uitgesleten. De meeste gletsjers in de Himalaya zijn de afgelopen decennia echter geslonken als gevolg van de opwarming van de Aarde.

## Natuur

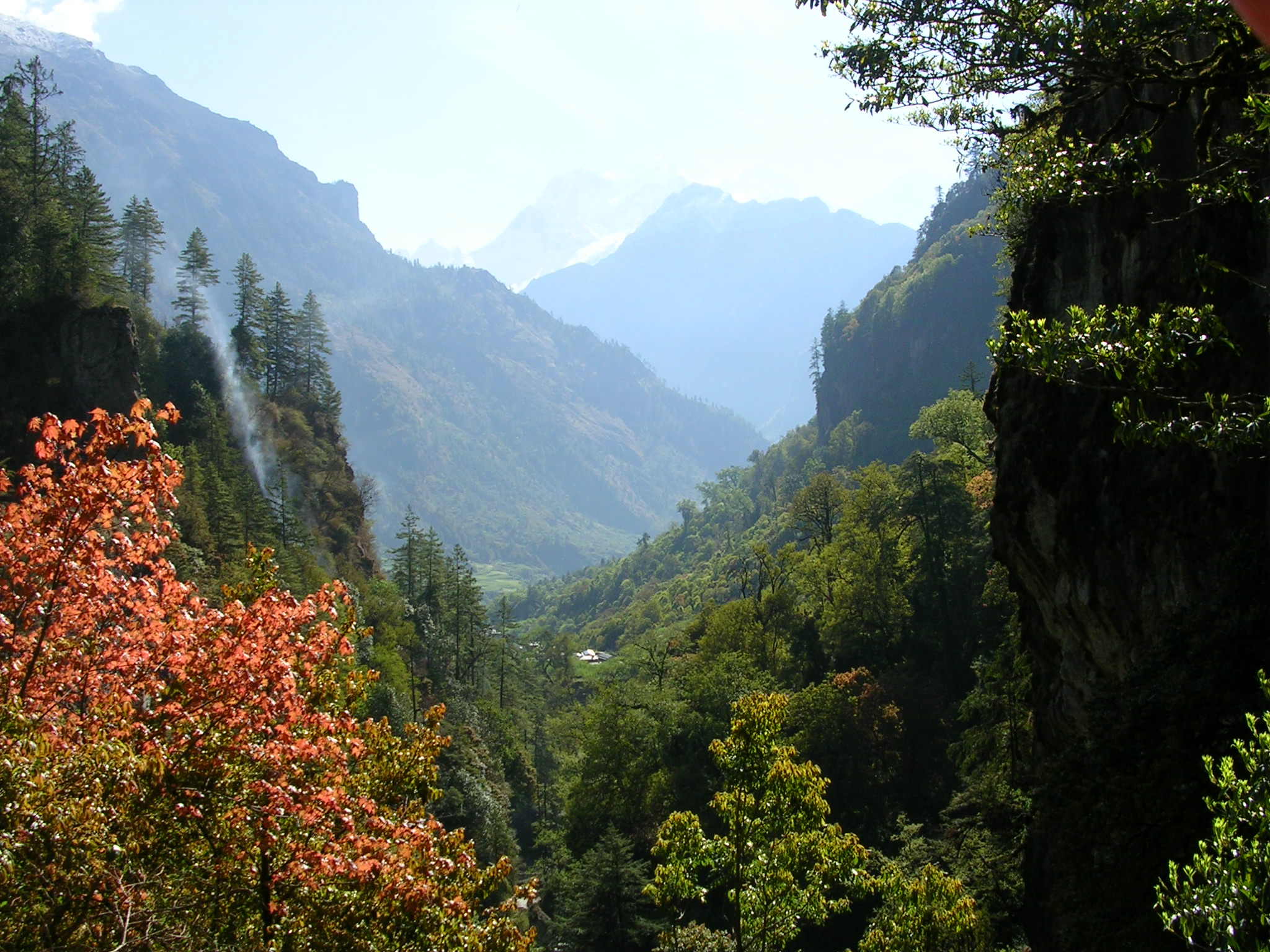
Himalayaans subtropisch loofbos, voornamelijk bestaand uit esdoorns (m.n. Acer campbelli) en eiken (m.n. Quercus lamellosa), in de Marsyangdivallei ten oosten van het Annapurnamassief.

### Ecologie
Ten zuiden van de Grote Himalaya behoort de Himalaya tot het Oriëntaals gebied. De Transhimalaya en het Tibetaans Plateau behoren tot het Palearctisch gebied. In ecologisch opzicht vormt het gebergte daarom een overgangszone. De vegetatie is voornamelijk afhankelijk van de hoogte en de neerslag. Tot het droge gebied ten noorden van de Grote Himalaya kan ook tijdens de moesson geen regen doordringen, zodat er weinig groeit. De zuidkant van het gebergte heeft een zeer diverse flora, die per vegetatiezone sterk verschilt. Er is ook een duidelijk verschil in de begroeiing van de natte oostelijke Himalaya en de drogere westelijke Himalaya. Als gevolg van het nattere klimaat komen plantensoorten veel hoger voor en liggen de vegetatiezones in het oosten hoger dan in het westen.
De oostelijke Himalaya ten zuiden van de waterscheiding behoort tot de natste gebieden op Aarde. De natuur valt te verdelen in verschillende hoogtezones, elk met zijn eigen ecosysteem, flora en fauna. De tropische zone komt voornamelijk voor in het oostelijke en centrale deel van het gebergte. Ze reikt tot 1000 meter hoogte, en beslaat een groot deel van de oostelijke Subhimalaya, zoals de Mahabharat Lekh van Nepal en de Siwaliks van Bengalen en Arunachal Pradesh. Ook het drassige laagland ten zuiden van de Siwaliks, dat Terai genoemd wordt, valt in de tropische zone.
De subtropische zone ligt in het oosten tussen de 800 en 2000 meter, maar komt in het westen tot ongeveer 1200 meter. Erboven volgt de gematigde zone, die in het oosten tussen 1800 en 4500 meter valt en in het westen tussen de 1200 en 3500 meter. Deze zone reikt tot aan de boomgrens. Het bovenste deel van de gematigde zone, waar geen dichte bossen maar wel struiken voorkomen, wordt wel subalpiene zone genoemd. De alpiene zone daarboven bestaat uit open weiden en ligt ongeveer tussen de 4500 en 5500 meter. De bovengrens van de alpiene zone is de sneeuwgrens, tussen de 5000 en 6000 meter hoogte.

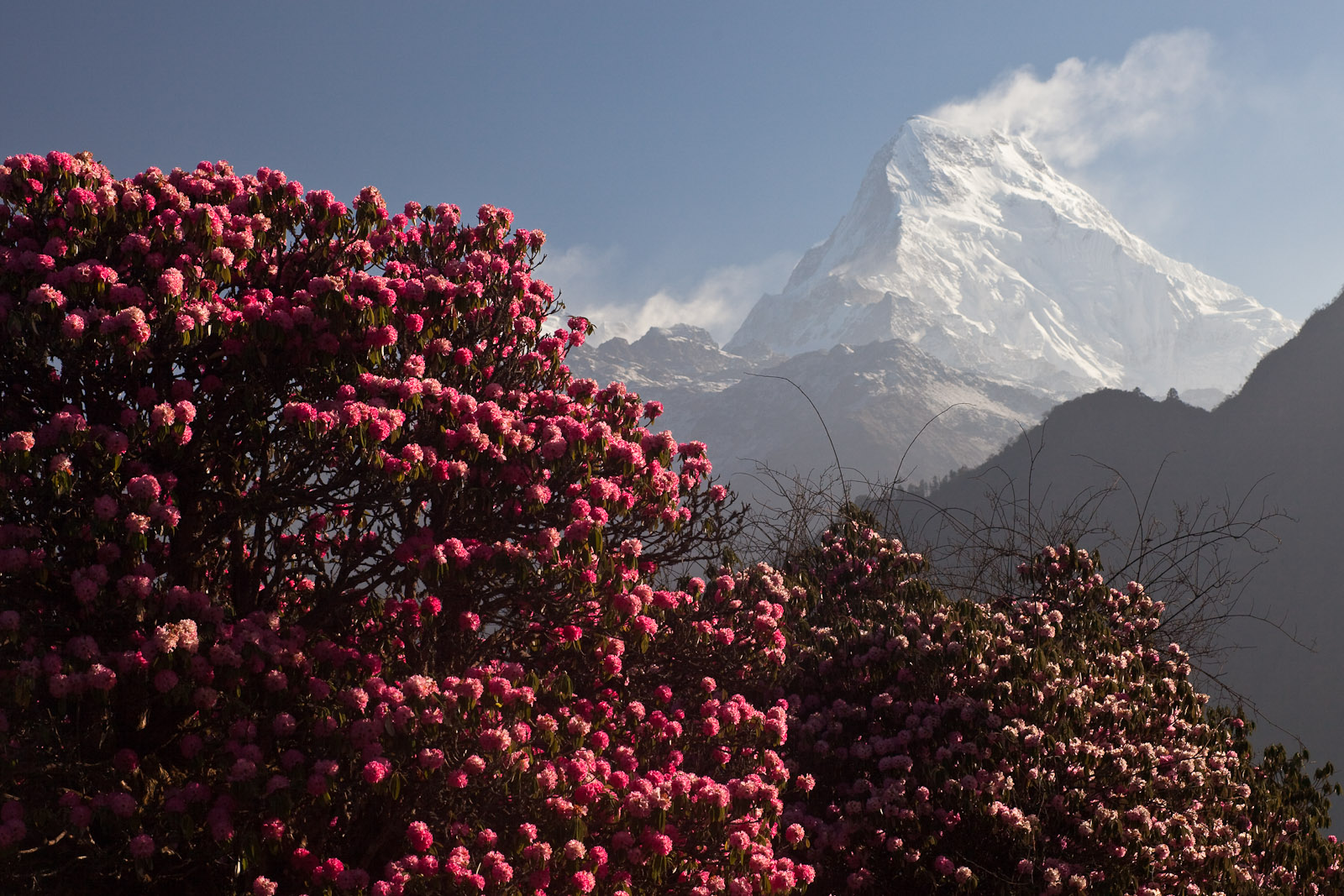
Rododendronbos met op de achtergrond de top van de Annapurna Dakshin (7219 m) in Nepal.
Bloeiende rododendrons zijn in de gematigde vegetatiezone van de Himalaya's een opvallende verschijning.

### Flora
De natuurlijke begroeiing van de laagste zone, de Subhimalaya, bestaat uit tropisch en subtropisch bos. In de Terai wisselt het tropische bos af met moerassen en open grasland (savanne). De tropische wouden herbergen duizenden soorten planten. Er zijn zowel overeenkomsten als verschillen tussen de flora's van het oosten en westen. In het oosten heeft de flora overeenkomst met die van Zuidoost-Azië en het zuidwesten van China.
In de tropische en subtropische zones van de oostelijke Himalaya bestaat de vegetatie uit dicht, nat en altijdgroen tropisch bos, dat een van de rijkste ecosystemen ter wereld herbergt. Enkele typische soorten zijn mahonie, bamboe, magnolia's, cashews, bodhibomen (Ficus religiosa) en muskaatbomen. Het subtropische bos, hoger op de hellingen, bestaat uit walnootbomen, eiken, olijfbomen en salbomen (Shorea robusta). Typisch zijn verschillende soorten orchideeën (voorbeelden zijn Euxine en Eulophia) en een groot aantal soorten rododendron, waaronder de boomgrote Chinese rododendron (Rhododendron niveum) en Rhododendron arboreum.

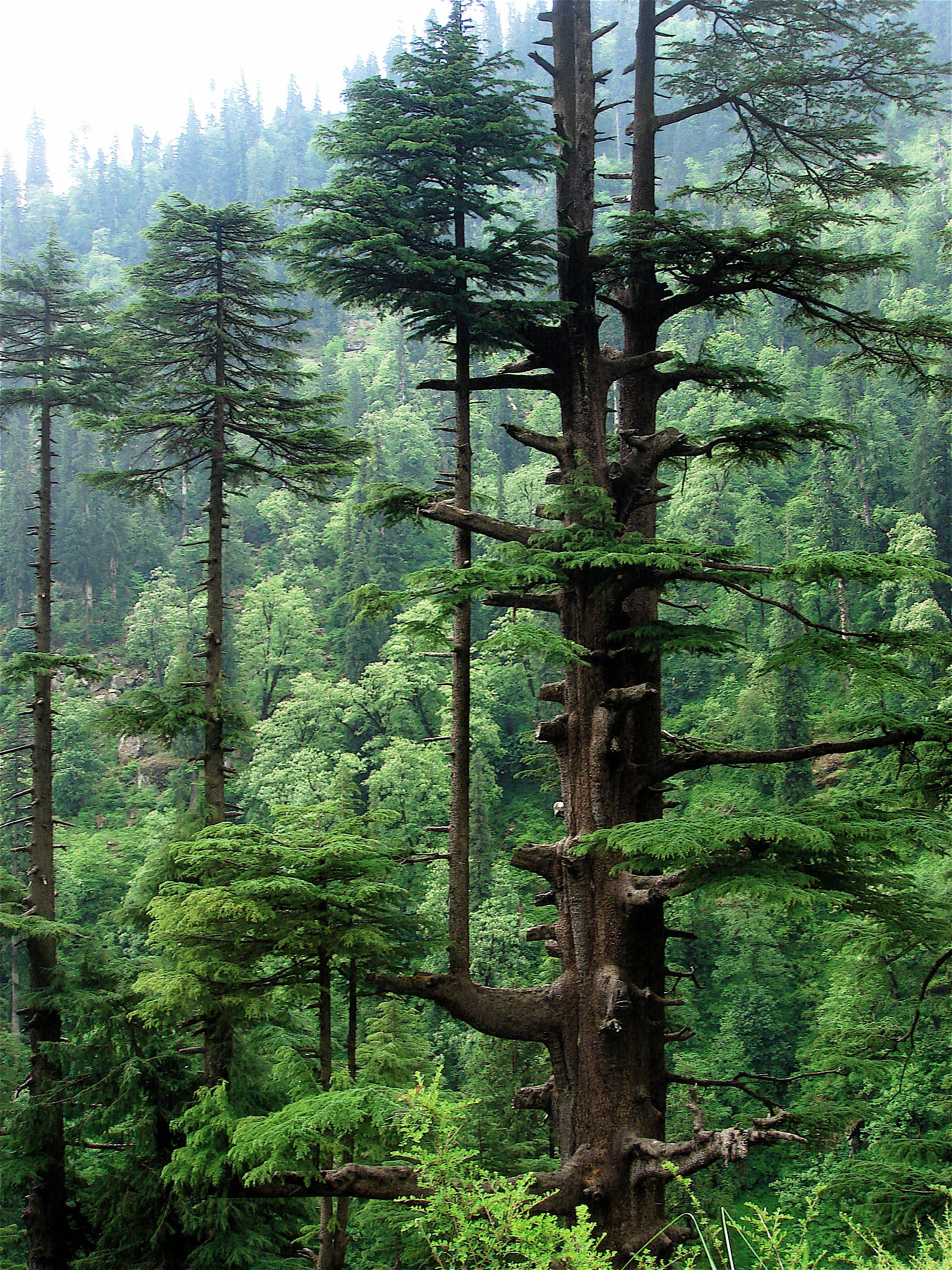
Deodarceders (Cedrus deodara) op de hellingen van de Himalaya bij Manali (Himachal Pradesh).

Het tropisch en subtropisch bos van de westelijke Himalaya is minder dicht. Ook hier vormen salbomen, eiken en walnootbomen een belangrijk deel van de begroeiing. In het bloeiseizoen, vlak voor de moessontijd, komt de flora het beste tot haar recht. Naast orchideeën en magnolia's bloeien dan de gele Indische goudenregen, de rode koraalboom Erythrina suberosa en de intens oranje Butea monosperma, waarvan de bloemen gebruikt worden om kleurstof te maken voor het holifeest. Lagere planten typisch voor het subtropisch bos zijn de rode kattenstaart Woodfordia fruticosa, de dwergpalm Phoenix acaulis en de malabarnoot (Justicia adhatoda), die als grondstof voor geneesmiddelen dient.
Op ongeveer 1500 meter, in de gematigde zone, is de natuurlijke begroeiing duidelijk anders dan het tropische en subtropische bos van de lagere hellingen. Het klamme, donkerdere bos van de gematigde zone bestaat uit berken, esdoorns, magnolia's, rododendrons, laurieren, eiken (voornamelijk Quercus lamellosa) en enkele larikssoorten, zoals Larix griffithii. Nog hoger, vanaf ongeveer 2000 tot 2500 meter, groeit voornamelijk naaldbos, slechts afgewisseld met berken en de eikensoort Quercus semecarpifolia, die aangepast is aan hoogtes tot 3000 meter. Andere soorten naaldbomen, naast de lariks, zijn de blauwgrijze den Pinus wallichiana, de venijnboom (Taxus baccata), de geurende bhutancipres (Cupressus torulosa) en de fijnspar Picea smithiana. Typisch voor de westelijke Himalaya van Pakistan en Himachal Pradesh is de deodarceder (Cedrus deodara). Onder de planten van het lagere deel van de gematigde zone bevinden zich verschillende soorten wilde akeleien, rododendrons en Podophyllum en de wilde aardbei Fragaria nubicola.
Boven de boomgrens gaat de begroeiing geleidelijk over van struikgewas tot bergweiden. Ten slotte, tegen de sneeuwgrens, groeien alleen nog enkele geharde soorten planten, mossen en korstmossen. De weiden van de alpiene zone zijn in de winter bedekt met sneeuw, maar in de zomer bestaan ze uit een zee van bloeiende planten, grassen en kruiden. Deze alpiene weiden worden in India bugyals genoemd. Opvallende plantensoorten zijn de blauwe papaver, die in de moessontijd bloeit, verschillende soorten sleutelbloem, vergeet-mij-nietje, dwerg-iris, anemoon, ranonkel, mansschild, dwergrododendron en ridderspoor. Een door de hele Himalaya verspreide soort sleutelbloem met opvallende paarse bloemen is Primula denticulata. De hoogst groeiende rododendron is de kleine Rhododendron nivale. In de Himalaya groeit ook edelweiss. De inheemse soort Leontopodium himalayanum is nauw verwant aan de in de Alpen groeiende soort Leontopodium alpinum.

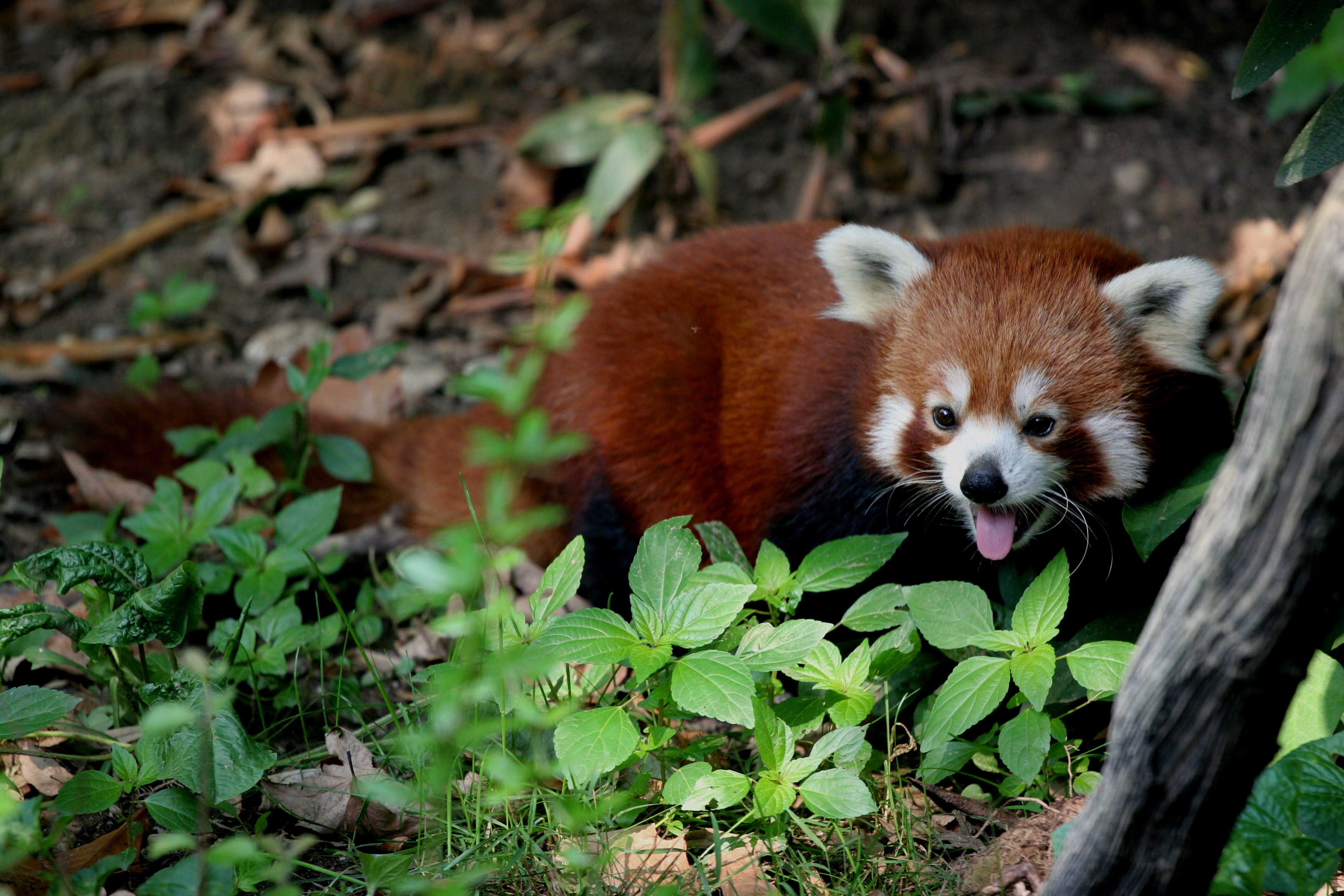
De kleine panda komt voor aan de zuidkant van de oostelijke Himalaya

### Zoogdieren
Ook de dierenwereld van de Himalaya vertoont regionale verschillen, hoewel veel soorten langs de gehele lengte van het hele gebergte voorkomen. Op de koude, onherbergzame Tibetaanse hoogvlakte en het aangrenzende hooggebergte in de Grote Himalaya en de Transhimalaya overleven alleen soorten die aan het onherbergzame klimaat en de schaarse begroeiing zijn aangepast. Een goed voorbeeld is de jak. Jaks zijn grote runderen met een zeer dikke vacht. De meeste zijn gedomesticeerd en worden gehouden voor de wol, melk en vlees, maar er zijn ook nog enkele wilde kuddes.
Andere dieren die de alpiene weiden begrazen zijn het blauwschaap, Tibetaanse gazelles en antilopes (chiru's), de wolhaas, verschillende soorten pika's en de himalayamarmot. Siberische steenbokken, argali's (een type wilde schapen) en himalayathargeiten komen ook op de steile rotswanden. In het uiterste westen van de Himalaya leven ook schroefhoorngeiten. De grazers leven soms tot op 6000 meter hoogte. In de winter, als de sneeuw lager valt, trekken de dieren naar lagere gebieden om te overwinteren.

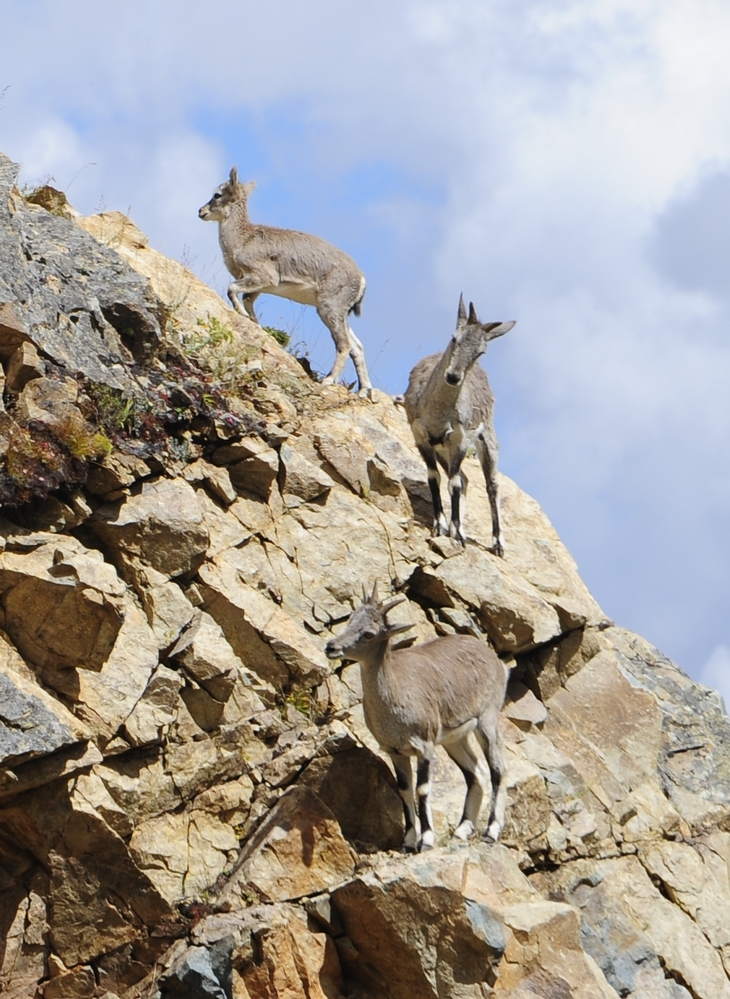
Blauwschapen in de Transhimalaya ten westen van Lhasa.

Het sterk bedreigde sneeuwluipaard is de grootste katachtige van het hooggebergte. Het dier heeft een kenmerkende zilvergrijze vacht met zwarte stippen. De lynx en manoel, kleinere katten, zijn verspreid over sommige delen van de Himalaya. De Indische civetkat en de witsnorpalmroller komen voor in een groot deel van de Himalaya. In delen van de Transhimalaya en de westelijke Himalaya komen wolven voor. Vossen komen vrijwel over het hele gebied verspreid voor. Deze roofdieren voeden zich met kleine zoogdieren en vogels. Ze volgen de seizoensgebonden migratie van hun prooidieren.
In de bossen van de oostelijke Himalaya leven ook kleine panda's, omnivore nachtdieren met een opvallende roodbruine kleur. Vanwege hun voorliefde voor bamboe komen ze meestal niet hoger dan 2000 meter voor. Die beperking geldt niet voor de isabelbeer, een sterk bedreigde ondersoort van de bruine beer die alleen in de Himalaya voorkomt. Dit dier kan tot ver boven de boomgrens gezien worden. Een nog grotere beer is de Aziatische zwarte beer, die de voorkeur geeft voor de dichtere bossen op de lagere hellingen.
De tropische, subtropische en gematigde bossen van de Himalaya zijn de woonplaats van een bijzonder groot aantal soorten herten, zoals het zeldzame muskushert, de kleine Indische muntjak, de sambar, een grote hertensoort met opvallend gewei, en de alleen in Kasjmir voorkomende hangul. De meest voorkomende soort aap is de resusaap. De assammakaak komt alleen in het oosten en het centrale deel van de Himalaya voor. Verschillende soorten langoeren bewonen het tropische en subtropische bos van de lagere delen van het gebergte.
Enkele van de zeldzaamste grote zoogdieren van het gebied bewoonden ooit de tropische gebieden in de Terai en de heuvels van de Subhimalaya. De Bengaalse tijger is tegenwoordig teruggedrongen tot enkele reservaten. Hetzelfde geldt voor de Indische neushoorn en de Indische olifant, die veel als lastdier gehouden wordt maar in het wild zeldzaam geworden is.
Volgens de lokale volksverhalen van de Indiase, Nepalese en Tibetaanse Himalaya's zou in de bergen de yeti (of verschrikkelijke sneeuwman) leven, een groot, behaard dier dat op een grote mensaap lijkt. De verhalen over de yeti raakten in de 20e eeuw ook in het Westen verspreid. Er is echter nooit sluitend bewijs gevonden voor het bestaan van het dier.

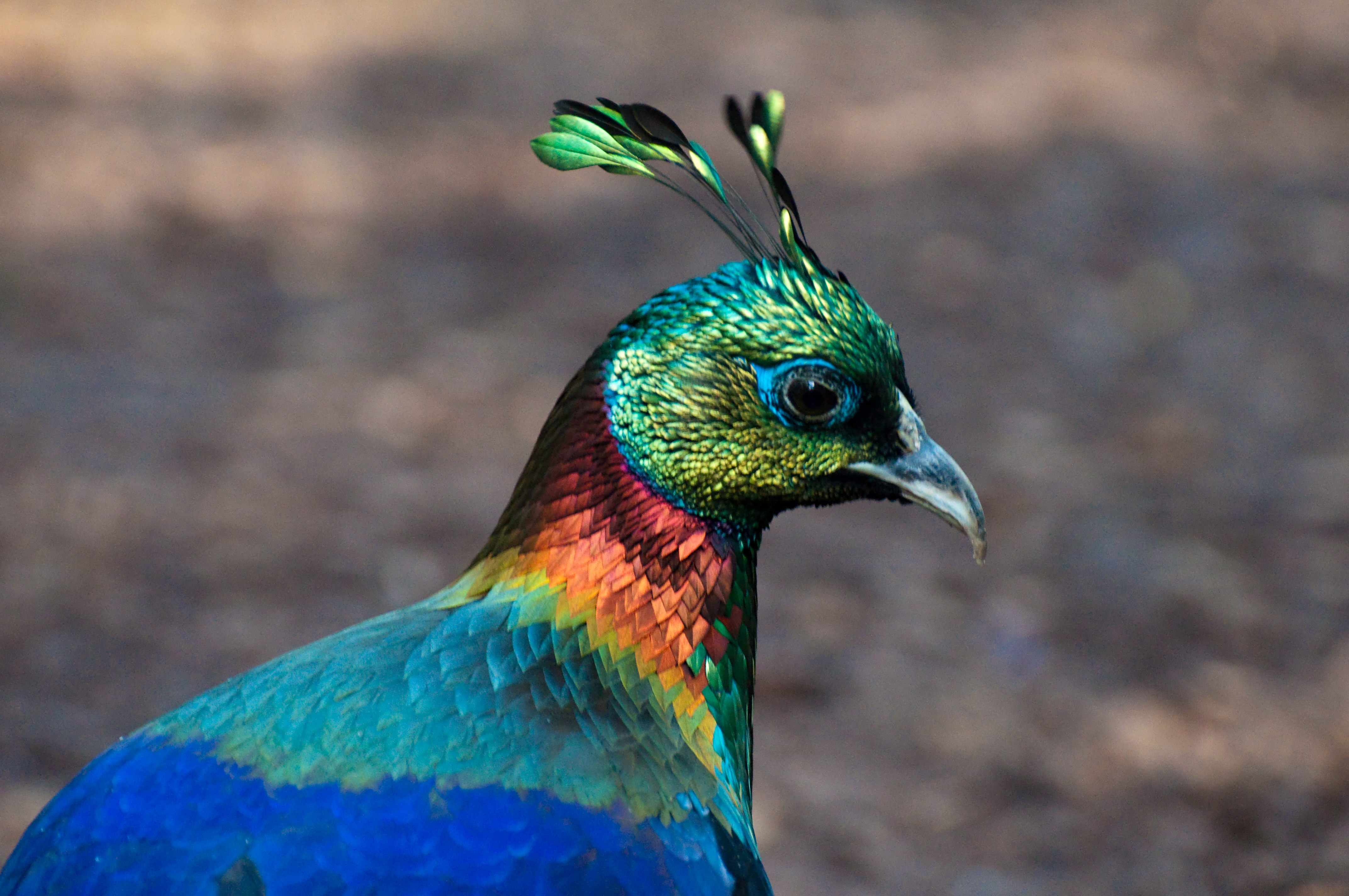
De himalayaglansfazant (Lophophorus impejanus) is een van de opvallendst gekleurde hoendervogels van de Himalaya. Het dier leeft in het struikgewas op de hellingen van het gebergte.

### Vogels
De Himalaya heeft ook een groot aantal wilde vogelsoorten, waaronder zowel stand- als trekvogels. Op hellingen begroeid met struikgewas of bos leven diverse soorten hoendervogels, zoals de bloedfazant, een vogel met een opvallend rode kop. Ook pauwfazanten en oorfazanten komen over de hele lengte van de Himalaya voor. In de westelijke Himalaya leven daarnaast ook de opvallend gekleurde himalayaglansfazant, Blyths tragopan, de koklasfazant (Pucrasia macrolopha) en het zeldzame zwartkapsaterhoen.
Opvallende vogels in de subtropische bossen en theeplantages zijn de zwart-gele Japanse nachtegaal en de himalayahoningspeurder. Het dieet van de laatste bestaat, zoals de naam doet vermoeden, deels uit honing. De roodsnavelkitta, een kraai met een blauwe romp, zwarte kop en oranje snavel, komt op de lagere hellingen voor, vaak in de omgeving van menselijke bewoning. Een andere soort nachtegaal uit de Himalaya is de oranje nachtegaal (Luscinia brunnea). Net als andere soorten vliegenvangers en verschillende soorten lijsters en houtsnippen broedt de oranje nachtegaal in de Himalaya, maar brengt het dier de winter door in het zuiden van het Indisch Subcontinent. Andere vogels, zoals rotskruipers en grandala's, broeden hoog in de bergen, om in de winter naar lagere hellingen af te dalen. Er zijn echter ook trekvogels, met name eenden, kraanvogels en ganzen, die de Himalaya jaarlijks passeren en ten noorden van het gebergte broeden. De oversteek van het gebergte vormt een gevaarlijke en zware tocht, waarbij de dieren tot op 7000 meter hoogte gezien zijn.
Op dergelijke hoogte kunnen ook nog lammergieren zweven. Deze grote aaseters speuren vanuit de hoogte naar kadavers. Een andere wijdverspreide roofvogel in de Himalaya is de steenarend.

### Bedreigingen
Azië wordt geconfronteerd met een ramp van ongekende omvang op basis van hittegolven en de vermindering van de smeltwatertoevoer vanuit de Himalaya. Klimaatwetenschappers maken zich grote zorgen over het versnellen van het smelten van de gletsjers. Op korte termijn lijkt de hoeveelheid smeltwater in het warme seizoen door de versnelde afsmelting toe te nemen, maar nadien zal die watertoevoer afzwakken, en het seizoensgebonden smeltwater van de gletsjers in de Himalaya wordt gebruikt voor de irrigatie van akkers, waterkracht en drinkwater. 

## Sociale geografie

Politieke kaart van de Himalaya, met daarop de bestuurlijke grenzen, territoriale claims, politieke onrust en gewapende separatistische bewegingen.

### Staatkundige indeling
De Himalaya valt onder het administratieve bestuur van vijf onafhankelijke staten, waaronder drie atoommachten. De conflicten tussen deze staten onderling en het streven naar meer autonomie van veel bevolkingsgroepen zorgt op een aantal plekken in de Himalaya voor een gespannen politieke situatie.
De zuidkant van het gebergte valt onder de republiek India, de in inwoneraantal grootste democratie ter wereld. Nepal is tot 2006 het toneel geweest van een guerrilla van maoïstische rebellen, die een groot deel van het land in handen hadden. In 2006 werd een vredesverdrag getekend, waarbij de koning een groot deel van zijn macht opgaf. Sindsdien wordt het land bestuurd door een interim-regering waarin ook de maoïsten plaatshebben. Ingrijpende constitutionele veranderingen zullen waarschijnlijk in de nabije toekomst plaatsvinden (anno februari 2007).
In de Indiase deelstaat Arunachal Pradesh bevindt zich een afscheidingsbeweging, die onafhankelijkheid of een grotere mate van autonomie van New Delhi (de hoofdstad van India) nastreeft. In 2000 kreeg een op meer autonomie gerichte beweging in de deelstaat Uttar Pradesh grotendeels zijn zin nadat een nieuwe deelstaat (Uttarakhand) gecreëerd werd.
Het westen van de Himalaya valt gedeeltelijk onder de islamitische republiek Pakistan. Deze werd tegelijkertijd met India onafhankelijk, waarna de twee nieuwe landen een oorlog uitvochten om Jammu en Kasjmir. De maharadja van dit staatje had zich eigenlijk niet bij een van beide landen willen aansluiten maar koos na een inval door Pakistan voor India. Tegenwoordig wordt het vroegere gebied van Jammu en Kasjmir in tweeën gedeeld door een bestandslijn, waarbij geen van beide landen het bestuur van het andere in de andere helft erkennen. In 1999 nog kwam het tot een korte grensoorlog. Verder zijn verschillende groepen opstandelingen actief in het Indiase deel, die doelen nastreven die variëren van aansluiting bij Pakistan tot een onafhankelijke staat. Pakistan beschouwt een deel van het gebied (grotendeels in de Karakoram) als een aparte bestuurlijke regio, Gilgit-Baltistan. Het boeddhistische Ladakh is dan wel onderdeel van Jammu en Kasjmir, maar vormt geen onderdeel van het toneel van de gewelddadigheden.
De noordkant van de Himalaya viel tot 1951 onder een onafhankelijk Tibet. In dat jaar trok het Chinese Volksbevrijdingsleger Tibet binnen. De daaropvolgende Chinese onderdrukking van de lokale bevolking heeft een grote groep van hen het land doen ontvluchten naar India. Een Tibetaanse guerrilla hield tot in de jaren 70 met behulp van de CIA stand. Tegenwoordig streeft de Tibetaanse regering in ballingschap in Dharamsala, India, op vreedzame, geweldloze wijze grotere autonomie na. Begin jaren 80 verlegde de Chinese regering haar koers. De onderdrukking werd afgezwakt en het beoefenen van de lokale godsdienst werd weer mondjesmaat toegestaan. De Chinese politiek bestaat tegenwoordig vooral uit het assimileren van de Tibetaanse bevolking, gecombineerd met de immigratie van grote groepen Han-Chinezen, om Tibet te "verchinezen".
China maakt ook aanspraken op grote delen van het aangrenzende India. Delen van het vroegere Jammu en Kasjmir, Shaksgam en Aksai Chin, vallen sinds de jaren 60 onder Chinese administratie. Het wederzijds wantrouwen tussen de beide grootmachten is groot en de grenzen tussen Chinees en Indiaas gebied zijn sinds de Chinees-Indiase Oorlog van 1962 gesloten. China claimt ook dat de Indiase deelstaat Arunachal Pradesh tot zijn grondgebied behoort.

### Landgebruik

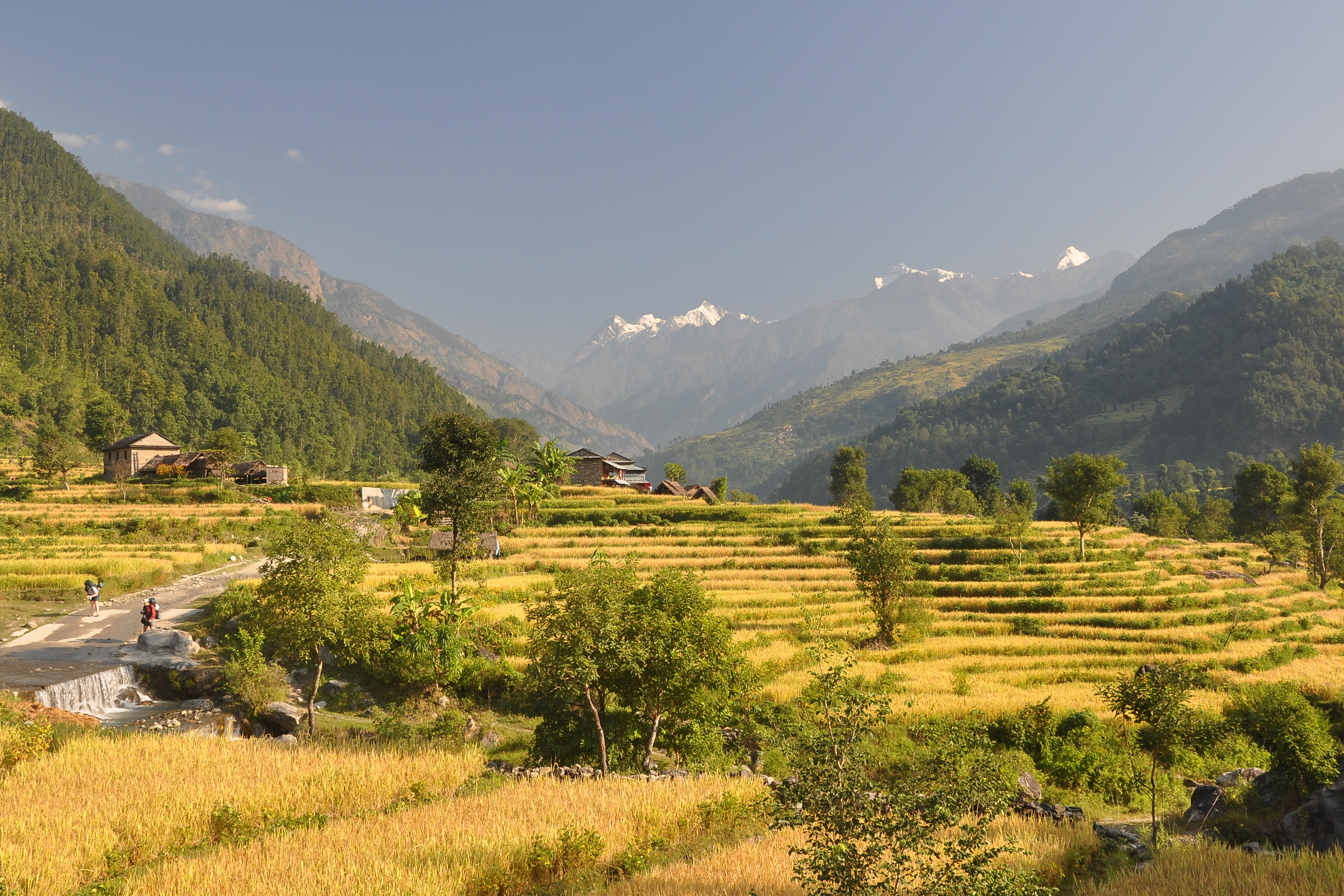
Terrasbouw in de buurt van de Manaslu, Centraal-Nepal.

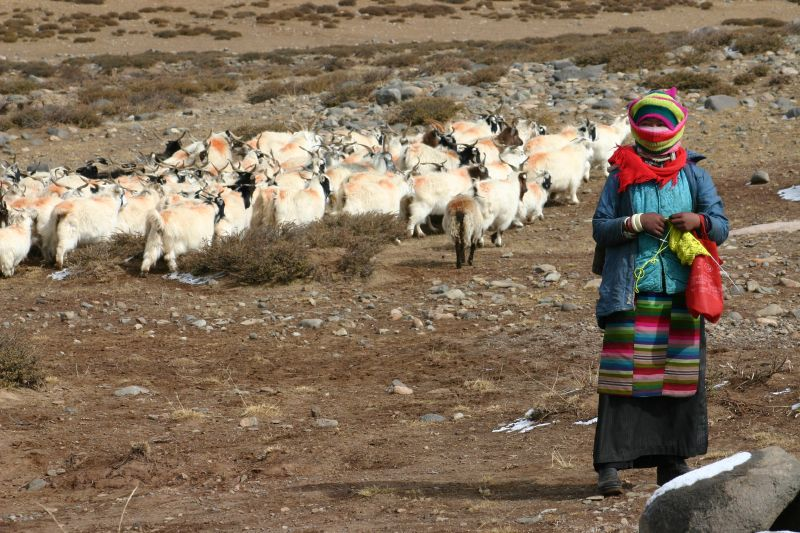
Herderin met kudde geiten in Tibet. Haar kleren zijn deels van jakwol gemaakt, die traditioneel in felle kleuren wordt geverfd.

De natuurlijke omgeving in de Himalaya biedt de lokale bevolking grondstoffen en levensmiddelen. Traditioneel gebruikt men het bos voor brandhout, de jacht en medicijnen; het land voor kleinschalige akkerbouw of extensieve veeteelt, en de rivieren voor irrigatie en drinkwatervoorziening. Dankzij de exponentiële bevolkingsgroei vanaf de 19e eeuw is de vraag naar grondstoffen gestegen en zijn ze schaarser geworden. Traditionele gemeenschappen staan daardoor toenemend onder druk te moderniseren en veranderen. De gevolgen zijn armoede, massale migratie uit het berggebied en landdegradatie. Vaak slaan strategieën voor natuurbehoud en duurzamere ontwikkeling van land en grondstoffen niet aan, omdat ze haaks staan op de kortetermijnbelangen van de lokale bevolking.
Desondanks wordt een groot deel van het landoppervlak niet intensief gebruikt. Zelfs buiten de hoge toppen en gletsjers bestaat in sommige delen van de westelijke en centrale Himalaya meer dan de helft van het oppervlak uit bos. In het uiterste oosten, in Arunachal Pradesh, is dat zelfs meer dan 90%. In Tibet en Ladakh, waar water voor irrigatie schaars is, is minder dan 2% van het land in gebruik voor de akkerbouw. In Nepal, Sikkim en Bhutan is dat meer dan 15%. Vooral in de Subhimalaya
en Kleine Himalaya is het percentage in gebruik zijnde grond aanzienlijk gestegen sinds 1890. Dankzij een programma om malaria uit te roeien van de Nepalese regering is sinds de jaren 1960 een trek van het gebergte naar de vlakke Terai op gang gekomen. Als gevolg is de oppervlakte bouwland in dat gebied sindsdien meer dan verdubbeld.
Het grootste deel van de bevolking van de Himalaya leeft van de landbouw. Vaak zijn de technieken waarmee het land bewerkt wordt al eeuwenlang dezelfde. De akkerbouw is in zulke gevallen kleinschalig en beperkt tot de dalen en minder steile delen van de hellingen, waar door terrasbouw optimaal gebruikgemaakt wordt van het beschikbare oppervlak. De meest verbouwde gewassen zijn rijst, tarwe, gierst, en in de hogere gebieden ook gerst en boekweit. Daarnaast is er veel kleinschalige teelt van fruit en groentes. Met name in de Indiase en Pakistaanse Himalaya komen ook door de Britse koloniale heersers geïmporteerde gewassen voor, zoals mais, appels en aardappels. Himachal Pradesh is bijvoorbeeld bekend om zijn appelboomgaarden.
Ook de veeteelt is vaak kleinschalig of extensief. Vaak wordt het vee dicht bij de dorpen gehouden, zoals kippen, geiten, koeen of waterbuffels. Schapen en jaks worden in kuddes gehouden, die op de alpiene weiden grazen. De herder leven vaak op semi-nomadische wijze: in de winter worden de kuddes naar de dorpen in de dalen geleid. Jaks en schapen voorzien de bevolking van vlees, wol en zuivelproducten.

### Economie
Het Himalayagebergte trekt veel bergbeklimmers, die vaak door Nepalese berggidsen of Sherpa's tot op grote hoogte worden begeleid. Daarnaast is trekken erg populair, met name in het Nepalese gedeelte van de Himalaya. Trekken in de Himalaya is een van de motoren van de toeristenindustrie in Nepal.

## Bevolking

### Cultuur en religie

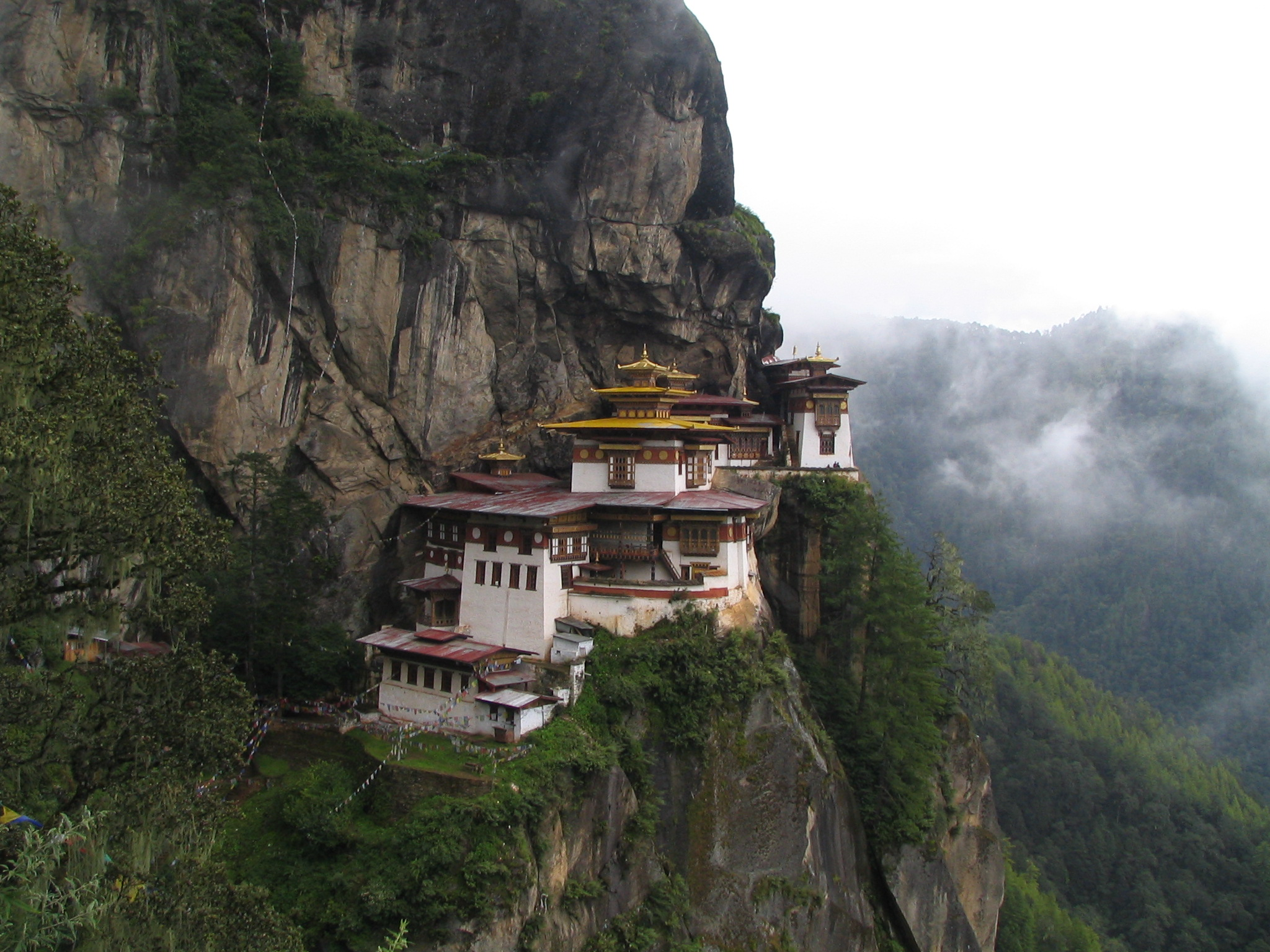
Het boeddhistische klooster Paro Taktsang ("tijgers nest") in Bhutan.

De Himalaya's zijn in de loop van de geschiedenis altijd zowel een culturele en etnische barrière geweest als een gebied van uitwisseling tussen verschillende volkeren en culturen. Als gevolg vormt het gebergte een grensgebied tussen verschillende etnische groepen en ten minste drie grote beschavingen: de hindoeïstische beschaving van het Indisch Subcontinent in het zuiden, de Tibetaans boeddhistische beschaving in het noorden en de islamitische beschaving van Centraal-Azië in het westen.
De Himalaya vormt niet alleen cultureel, maar ook etnisch gezien ook een grensgebied. Het gebergte scheidt de mongoloïde volkeren van het Tibetaans Plateau en Oost-Azië van de Kaukasische (Arische) volkeren van het Indisch Subcontinent en Zuidwest-Azië.

## Geschiedenis

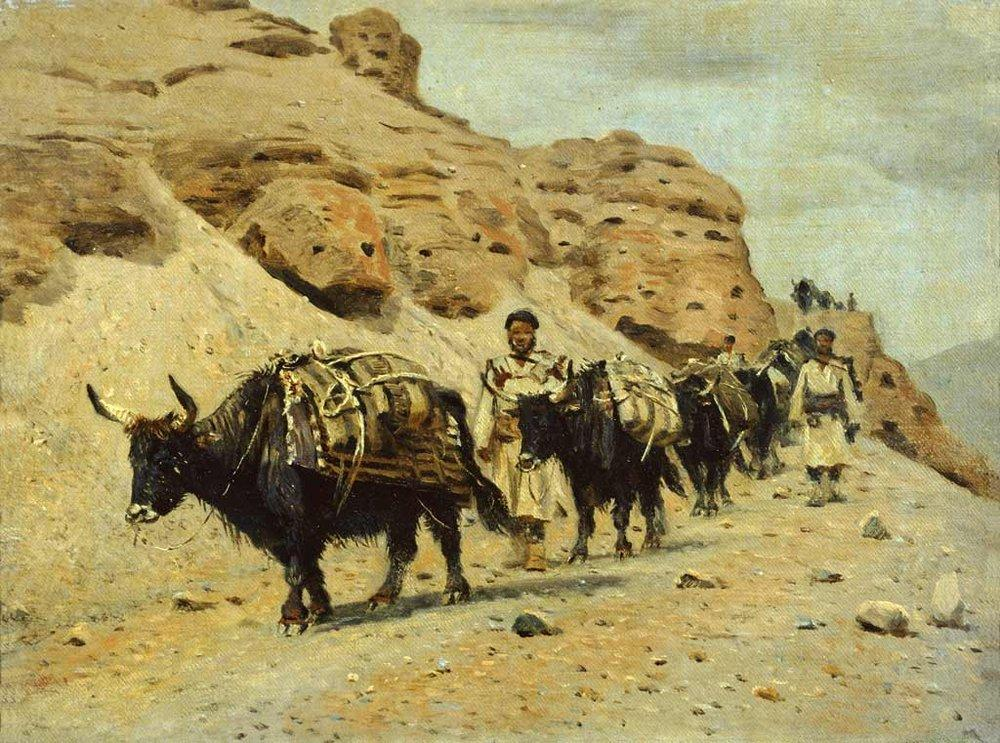
Karavaan met jaks als lastdieren in Tibet, 1875. Schilderij van Vasili Veresjtsjagin.

De aanwezigheid van Indo-Arische groepen uit Centraal-Azië is in de westelijke Himalaya terug te voeren tot rond 2000 v.Chr. Daarvandaan verspreidden deze groepen zich verder over het Indisch Subcontinent, om de Vedische beschaving te stichten. Vanuit het noorden werd het gebergte bevolkt door Tibetaanse volkeren. De uitlopers van de Himalaya bleven een menggebied tussen de hindoeïstische beschaving van de Indus-Gangesvlakte en de stammen uit de heuvels, de Pahari's.
Het boeddhisme ontstond in de 5e eeuw v.Chr. in de Ganges-vlakte. Onder het Mauryarijk raakte het over het Indische Subcontinent verspreid, maar in de eerste eeuwen n.Chr. ondervond het weer een teruggang ten gunste van het hindoeïsme. De 6e eeuw zag de opkomst van een machtig Tibetaans koninkrijk dat grote delen van de Himalaya besloeg. De Indiase boeddhistische monnik Padmasambhava bracht in de 8e eeuw het boeddhisme naar dit Tibetaanse koninkrijk. De grote Tibetaanse kloosterordes ontstonden echter pas na de 14e eeuw.
De islam arriveerde in de 9e eeuw in het Indisch Subcontinent, maar pas met de stichting van het sultanaat Delhi raakte de religie tot aan de uitlopers van de Himalaya verspreid. Sommige sultans lieten niet-moslims vervolgen, met als gevolg dat veel hindoeïstische lokale heersers de heuvels in vluchtten. In de 15e en 16e eeuw vestigden deze Rajputs overal in het westelijke en centrale deel van het gebergte eigen staatjes. De zuidkant van het gebied werd daardoor permanent hindoeïstisch. De meeste van deze staatjes werden schatplichtig aan het Mogolrijk, dat in de 16e tot 18e eeuw het grootste deel van het subcontinent besloeg.

### Koloniale tijd
Na het ineenstorten van het Mogolrijk ontstond een machtsvacuüm, waarin de Britten het subcontinent geleidelijk aan onderwierpen. De Britten kregen echter nooit macht over Tibet en het koninkrijk van de Gurkha's in het tegenwoordige Nepal. Andere lokale heersers werden semi-onafhankelijke vazallen van de Britten.
Zowel de Mogols als de Britten zagen de machthebbers het gebergte als een goede plek om te verpozen tijdens het hete seizoen. De Mogols lieten paleizen en tuinen aanleggen in Kasjmir. De Britten stichtten een keten van "hill stations", waar de koloniale heersers villa's aanlegden tussen de theeplantages.

### Post-koloniale tijd
De onafhankelijkheid van Brits-Indië in 1947 leidde tot de stichting van twee nieuwe staten: India en Pakistan. De onder Brits-Indië vallende onafhankelijke of semi-onafhankelijke prinsenstaatjes van de zuidelijke Himalaya sloten zich bij een van beide staten aan. Uitzonderingen vormden Nepal, Sikkim en Bhutan, die onafhankelijk bleven. Sikkim trad in 1975 onder dreiging van een Chinese invasie alsnog toe tot India.
China en India voerden in 1962 oorlog over gebieden in zowel het oosten als westen van de Himalaya. Het belangrijkste conflict in het gebied is echter dat tussen India en Pakistan over Kasjmir. Omdat de hindoeïstische maharadja van deze vazalstaat van de Britten aanvankelijk niet wilde kiezen voor aansluiting bij een van beide staten, eisten ze het gebied beide op. In 1947, 1965, 1971 en 1999 voerden de twee landen oorlogen om Kasjmir.
Tot aan de 20e eeuw bleef de lokale maatschappij in het hele gebied sterk feodaal geregeld: ten zuiden van het gebergte waren de machthebbers hindoeïstische vorsten, in het noorden heersten de boeddhistische kloosterordes. Daaraan kwam halverwege de 20e eeuw een abrupt einde met de invoering van lokale democratie in India en Pakistan en de verovering van Tibet door het Chinese Rode Leger. De Chinezen meenden de Tibetanen te hebben bevrijd van een theocratie, maar in de praktijk wordt het gebied sindsdien als een politiestaat geregeerd vanuit Beijing. Er vonden massale opstanden tegen het Chinese bestuur plaats in 1957, tussen 1987 en 1993 en in 2008. Een groot aantal Tibetanen vluchtte over de bergen naar India en Nepal, waar ze in veel plaatsen gemeenschappen in ballingschap stichtten.
Nepal bleef een absolute monarchie tot aan het einde van de eeuw, maar in 2006 werd de laatste koning na een volksoproer gedwongen af te treden.